# Pachypanchax sakaramyi
Pachypanchax sakaramyi är en fiskart som först beskrevs av Holly 1928.  Pachypanchax sakaramyi ingår i släktet Pachypanchax och familjen Aplocheilidae. IUCN kategoriserar arten globalt som akut hotad. Inga underarter finns listade i Catalogue of Life.